# Truus van der Plaat
Truus van der Plaat (ur. w Geldermalsen) – holenderska kolarka torowa i szosowa, wicemistrzyni świata w kolarstwie torowym.

## Kariera
Pierwszy sukces w karierze Truus van der Plaat osiągnęła w 1979 roku, kiedy na torowych mistrzostwach świata w Amsterdamie zdobyła srebrny medal w indywidualnym wyścigu na dochodzenie, ulegając jedynie Galinie Cariowej z ZSRR. Zdobywała ponadto medale mistrzostw Holandii, zarówno w kolarstwie torowym jak i szosowym. Startowała również w wyścigach szosowych, chociaż głównie na arenie krajowej. Wygrała między innymi kryterium w Eindhoven w 1970 roku, Alkmaar w 1973 roku, Apeldoorn w 1975 roku oraz w Maastricht w 1978 roku. Nigdy nie wystartowała na igrzyskach olimpijskich.